# Ricardo Horga
Ricardo Horga fue un político cántabro recordado hoy por desempeñar el cargo de Alcalde de Santander en dos ocasiones. La primera de ellas entre los años 1899 y 1901, y la segunda durante 1905.
A lo largo de su primera legislatura, Horga propuso una moción aprobada por el ayuntamiento el 17 de junio, que decía así:
Una de las secciones más importantes en las obras de embellecimiento del terreno robado al mar en la Dársena de la Ribera es sin género de dudas la de jardines que deben ocupar la explanada al este de la gran avenida de las Naos. No ha de encarecer el que suscribe ni la importancia de la obra ni la necesidad de llevarla a cabo para la próxima estación veraniega, limitándose a presentar a la aprobación el plano, proyecto y presupuesto que para su inmediata realización ha presentado a la Alcaldía el director de Paseos y Arbolados, suplicando a la Corporación que en caso de aceptar la idea se sirva aprobarla para que la obra pueda ejecutarse para la época fijada.
El resultado fue la aprobación del Proyecto de jardín público en la continuación del boulevard, redactado por la Dirección de Paseos con un presupuesto de 5.540 pesetas, y que daría como resultado la construcción de los Jardines de Pereda. No se inaugurarían hasta el año 1905, coincidiendo con su segundo mandato de Ricardo Horga.
| Predecesor: José del Piñal Echeguren | Alcalde de Santander 1899 - 1901 | Sucesor: Joaquín Presmanes       |
| Predecesor: Luis Martínez Fernández  | ' 1905                           | Sucesor: Pedro Bustamante Frande |